# Krauchenwies
Krauchenwies es un municipio alemán perteneciente al distrito de Sigmaringa en el estado federado de Baden-Wurtemberg.